# 粗首馬口鱲
粗首馬口鱲，又稱厚頭馬口魚、苦槽仔、闊嘴郎、粗首鱲、台灣鱲、溪哥，為輻鰭魚綱鯉形目鯝科馬口魚屬的一種。是台灣的特有物種。

## 分布
本魚僅分布於于台灣本島等。該物種的模式產地在台灣。香港馬鞍山曲梅子林也發現有。

## 深度
一般為水深10公尺以下的河川、溪流、湖泊、水庫。

## 特徵
本魚體側扁，口大。魚體背部略呈灰綠色，體側及腹部銀白色，尾鰭叉形。雄魚具10條淺藍色橫紋，繁殖期時胸鰭、腹鰭與臀鰭均呈黃橙色之婚姻色，臀鰭鰭條末端游離呈條狀，體長可達25公分。

## 生態
本魚為初級淡水魚，游泳能力強，性活潑善跳躍。屬肉食性，以昆蟲、小魚蝦為食。繁殖期主要在春夏季，多隻雄魚經追逐、打鬥後，勝利者與雌魚在河床砂礫上交配。

## 經濟利用
食用魚，適合油炸或紅燒，亦可做為觀賞魚。